# Discografia de Vanessa da Mata
Página contendo a discografia da cantora e compositora brasileira de MPB Vanessa da Mata.

## Álbuns de estúdio
| Álbum                                    | Detalhes                                                                                           | Melhores posições | Melhores posições | Vendas                           | Certificações                  |
| Álbum                                    | Detalhes                                                                                           | BRA               | POR               | Vendas                           | Certificações                  |
| ---------------------------------------- | -------------------------------------------------------------------------------------------------- | ----------------- | ----------------- | -------------------------------- | ------------------------------ |
| Vanessa da Mata                          | - Lançamento: 31 de agosto de 2002 - Formatos: CD, download digital - Gravadora: Sony, Epic        | —                 | 23                | - : 50,000 (vendas certificadas) | - : PMB: Ouro                  |
| Essa Boneca Tem Manual                   | - Lançamento: 3 de fevereiro de 2004 - Formatos: CD, download digital - Gravadora: Sony, Epic      | —                 | —                 | - : 50,000 (vendas certificadas) | - : PMB: Ouro                  |
| Sim                                      | - Lançamento: 28 de maio de 2007 - Formatos: CD, download digital - Gravadora: Sony                | 5                 | 3                 | - : 125,000                      | - : PMB: Platina - : AFP: Ouro |
| Bicicletas, Bolos e Outras Alegrias      | - Lançamento: 13 de outubro de 2010 - Formatos: CD, download digital - Gravadora: Sony, Jabuticaba | —                 | 23                | - : 70,000                       |                                |
| Vanessa da Mata canta Tom Jobim          | - Lançamento: 04 de julho de 2013 - Formatos: CD, download digital - Gravadora: Sony, Jabuticaba   | —                 | 17                | - : 57,000                       |                                |
| Segue o Som                              | - Lançamento: 25 de Março de 2014 - Formatos: CD, download digital - Gravadora: Sony, Jabuticaba   | —                 | —                 | - : 50,000                       |                                |
| Quando Deixamos Nossos Beijos Na Esquina | - Lançamento: 31 de Maio de 2019 - Formatos: CD, download digital - Gravadora: Jabuticaba          | —                 | —                 |                                  |                                |
| Vem Doce                                 | - Lançamento: 08 de Março de 2023 - Formatos: CD, download digital - Gravadora: Jabuticaba         | —                 | —                 |                                  |                                |
| Todas Elas                               | - Lançamento: 12 de Maio de 2025 - Formatos: CD, download digital - Gravadora: Jabuticaba          | —                 | —                 |                                  |                                |

## Álbuns ao vivo
| Álbum                        | Detalhes                                                                                                 | Vendas      | Certificações |
| ---------------------------- | --- | ----------- | ------------- |
| Multishow ao Vivo            | - Lançamento: Abril de 2009 - Formatos: CD, DVD, download digital - Gravadora: Sony                      | - : 100,000 | - : PMB: Ouro |
| Caixinha de Música (Ao Vivo) | - Lançamento: 29 de setembro de 2017 - Formatos: CD, DVD, download digital - Gravadora: Sony, Jabuticaba |             |               |

## Extended plays(EP)
| Título        | Detalhes                                                                            |
| ------------- | ----------------------------------------------------------------------------------- |
| Sim (CD Zero) | - Lançamento: 15 de maio de 2007 - Formatos: CD, download digital - Gravadora: Sony |

## Singles
| Ano  | Single                                           | Álbum                                    |
| ---- | ------------------------------------------------ | ---------------------------------------- |
| 2002 | "Não Me Deixe Só"                                | Vanessa da Mata                          |
| 2002 | "Onde Ir"                                        | Vanessa da Mata                          |
| 2003 | "Nossa Canção"                                   | Vanessa da Mata                          |
| 2004 | "Eu Sou Neguinha?"                               | Essa Boneca Tem Manual                   |
| 2004 | "Ai, Ai, Ai...                                   | Essa Boneca Tem Manual                   |
| 2004 | "Ai, Ai, Ai... (Deeplick Radio Mix)"             | Essa Boneca Tem Manual                   |
| 2004 | "Ainda Bem"                                      | Essa Boneca Tem Manual                   |
| 2004 | "Música"                                         | Essa Boneca Tem Manual                   |
| 2007 | "Boa Sorte / Good Luck" (part. Ben Harper)       | Sim                                      |
| 2008 | "Vermelho"                                       | Sim                                      |
| 2008 | "Amado"                                          | Sim                                      |
| 2009 | "Um Dia, Um Adeus"                               | Multishow ao Vivo                        |
| 2010 | "O Tal Casal"                                    | Bicicletas, Bolos e Outras Alegrias      |
| 2011 | "Te Amo"                                         | Bicicletas, Bolos e Outras Alegrias      |
| 2011 | "As Palavras (Mister Jam Remix)"                 | Bicicletas, Bolos e Outras Alegrias      |
| 2013 | "Fotografia"                                     | Vanessa da Mata canta Tom Jobim          |
| 2013 | "Falando de Amor"                                | Vanessa da Mata canta Tom Jobim          |
| 2014 | "Segue o Som"                                    | Segue o Som                              |
| 2014 | "Ninguém É Igual A Ninguém (Desilusão)"          | Segue o Som                              |
| 2014 | "Por Onde Ando Tenho Você"                       | Segue o Som                              |
| 2017 | "É Tudo O Que Eu Quero Ter"                      | Caixinha de Música (Ao Vivo)             |
| 2017 | "Gente Feliz (Sinceridade)"                      | Caixinha de Música (Ao Vivo)             |
| 2019 | "Só Você e Eu"                                   | Quando Deixamos Nossos Beijos na Esquina |
| 2022 | "Hoje Eu Sei"                                    | Quando Deixamos Nossos Beijos na Esquina |
| 2022 | "Tudo Bateu" (com Ivete Sangalo)                 | Onda Boa com Ivete                       |
| 2022 | "Vem Doce"                                       | Vem Doce                                 |
| 2023 | "Comentário a Respeito de John" (com João Gomes) | Vem Doce                                 |
| 2025 | "Esperança"                                      | Todas Elas                               |

## Outras Aparições
| Ano  | Obra          | Álbum                                                  | Artista |
| ---- | ------------- | ------------------------------------------------------ | ------- |
| 2015 | "Passarinhos" | Sobre Crianças, Quadris, Pesadelos e Lições de Casa... | Emicida |

## Trilhas sonoras
| Ano  | Música                                                                                                | Álbum                          |
| ---- | --- | ------------------------------ |
| 2002 | "Onde Ir" Tema de Caterina (Simone Spoladore)                                                         | Esperança (telenovela)         |
| 2003 | "Nossa Canção" Tema de Maria Clara e Hugo (Malu Mader e Henri Castelli)                               | Celebridade (telenovela)       |
| 2005 | "Eu Sou Neguinha" Tema de Latoya e Whitney (Zezeh Barbosa e Mary Sheyla)                              | A Lua Me Disse                 |
| 2005 | "Ai, ai, ai... (Deep Lick Radio Mix)" Tema de Rebeca (Carolina Ferraz)                                | Belíssima                      |
| 2006 | "Música"                                                                                              | Muito Gelo e Dois Dedos D'Água |
| 2006 | "Ainda Bem" Tema de Gui e Arthur (Juliana Paes e Murilo Benício)                                      | Pé na Jaca                     |
| 2008 | "Amado" Tema de Lara, Cassiano e Halley (Mariana Ximenes, Thiago Rodrigues e Cauã Reymond)            | A Favorita                     |
| 2010 | "Um Dia, Um Adeus" Tema de Alcino (Carmo Della Vecchia)                                               | Cama de Gato (telenovela)      |
| 2011 | "As Palavras" Tema de Padre Francisco e Melissa (Erom Cordeiro e Marisol Ribeiro)                     | Morde & Assopra                |
| 2011 | "Te Amo" Tema de Locação                                                                              | Aquele Beijo                   |
| 2014 | "Sunshine On My Shoulders" Tema de Manu e Davi (Chandelly Braz e Humberto Carrão)                     | Geração Brasil                 |
| 2015 | "Passarinhos" Tema de Lili e Rafael (Vivianne Pasmanter e Daniel Rocha)                               | Totalmente Demais (telenovela) |
| 2018 | "Impossível Acreditar Que Perdi Você" Tema de Comandante Waleska e Elmo (Carol Castro e Felipe Simas) | O Tempo Não Para (telenovela)  |
| 2019 | "Apenas Mais Uma de Amor" Tema de Cibele e Davi (Guilhermina Libanio e Vitor Thiré)                   | Órfãos da Terra                |
| 2019 | "Só Você e Eu" Tema de Beatriz e Zé Hélio (Natália do Vale e Bruno Bevan)                             | A Dona do Pedaço               |
| 2024 | "Vem Doce" Tema de Paulina e Tom (Lucy Ramos e Renato Góes)                                           | Família é Tudo                 |

## Videoclipes
| Ano  | Música                      | Álbum                                    |
| ---- | --------------------------- | ---------------------------------------- |
| 2002 | "Não Me Deixe Só"           | Vanessa da Mata                          |
| 2002 | "Onde Ir"                   | Vanessa da Mata                          |
| 2004 | "Ai, Ai Ai..."              | Essa Boneca Tem Manual                   |
| 2005 | "Eu Sou Neguinha?"          | Essa Boneca Tem Manual                   |
| 2007 | "Boa Sorte/Good Luck"       | Sim                                      |
| 2008 | "Amado"                     | Sim                                      |
| 2010 | "Minha Herança: Uma Flor"   | Sim                                      |
| 2011 | "Te Amo"                    | Bicicletas, Bolos e Outras Alegrias      |
| 2011 | "As Palavras"               | Bicicletas, Bolos e Outras Alegrias      |
| 2014 | "Segue o Som"               | Segue o Som                              |
| 2015 | "Por Onde Ando Tenho Você"  | Segue o Som                              |
| 2017 | "É Tudo O Que Eu Quero Ter" | Caixinha de Música                       |
| 2019 | "Só Você e Eu"              | Quando Deixamos Nossos Beijos na Esquina |

## Composições para outros cantores
- "A Força que Nunca Seca" - Maria Bethânia (A Força Que Nunca Seca, 1999)
- "Viagem" - Daniela Mercury (Sol da Liberdade, 2000)
- "Me Sento na Rua" - Ana Carolina (Ana Rita Joana Iracema e Carolina, 2001)
- "O Canto de Dona Sinhá (Toda Beleza Que Há)" - Maria Bethânia (Maricotinha, 2001)
- "Ê Senhora / Batatinha Roxa" - Maria Bethânia (Encanteria, 2009)